# Villamagrín
Villamagrín es una localidad del municipio burgalés de Merindad de Cuesta-Urria, en la Comunidad Autónoma de Castilla y León (España). 
La iglesia está dedicada a san Andrés Apóstol.

## Localidades limítrofes
Confina con las siguientes localidades:
- Al norte con Pradolamata.
- Al este con Cebolleros.
- Al sur con Urria.
- Al oeste con Valdelacuesta y Quintanalacuesta.

## Demografía
Evolución de la población
| Gráfica de evolución demográfica de Villamagrín entre 2000 y 2017  |
|                                                                    |
| Población de derecho (2000-2017) según el padrón municipal del INE |

## Historia
Así se describe a Villamagrín en el tomo XVI del Diccionario geográfico-estadístico-histórico de España y sus posesiones de Ultramar, obra impulsada por Pascual Madoz a mediados del siglo XIX:

Villa en la provincia, audiencia territorial, capitanía general y diócesis de Burgos (15 leguas), partido judicial de Villarcayo (2), ayuntamiento de la Merindad de Cuesta Urria (1); Situada a la margen derecha del río Nela, con buena ventilación y clima frío, pero sano, y sujeto a constipados. Tiene 8 casas, y una iglesia parroquial (San Andrés Apóstol) servida por un cura de ingreso. El término confina N el río Nela; E Urría; S Quintana la Cuesta, y O Valdelacuesta. El terreno es de mediana calidad; le fertiliza el río mencionado. Los caminos son locales. Producciones: cereales, legumbres y patatas; cría ganado lanar; caza menor, y pesca de anguilas, truchas y barbos. Población: 4 vecinos, 15 almas. Capital productivo: 11.100 reales. Imponible: 321.
Diccionario geográfico-estadístico-histórico de España y sus posesiones de Ultramar